# Bloch: Inschallah
Inschallah ist ein deutscher Fernsehfilm von Thomas Jauch aus dem Jahr 2011. Es ist die zwanzigste Episode der Fernsehreihe Bloch. 

## Handlung
Vor Blochs Tür steht eines Tages die 17-jährige Dalia Feisal. Sie war mit ihrer Mutter als achtjährige bei Bloch in Behandlung, wurde jedoch in dieser Zeit von ihrem strenggläubigen Vater in den Irak entführt. Bloch zog bald darauf nach Baden-Baden um und übergab die Behandlung von Dalias Mutter Daniela an seinen Kollegen und Freund Martin Hellmann, doch konnte er Daniela nicht helfen. Martin wird in Kürze heiraten, wobei Bloch als Trauzeuge fungiert.
Bloch glaubt, dass Dalia wieder Kontakt zu ihrer Mutter aufnehmen will und sucht Daniela auf. Die lebt von Tabletten und Zigaretten und lässt sich selbst und ihre Wohnung verwahrlosen. Der Verlust ihrer Tochter hat ihr jeden Lebensantrieb genommen und so reagiert sie ungläubig und hoch emotional auf Dalias Rückkehr. Dalia wiederum will Daniela nicht sehen und stimmt nur unter der Bedingung einem Treffen zu, dass es das einzige bleibt bzw. sie nachher bestimmen darf, wie es weitergeht. Das Treffen, das in Blochs Arbeitszimmer stattfindet, verläuft kurz, da Dalia es nach wenigen Minuten abbricht. Sie wohnt zwar bei Bloch, verbringt den Großteil ihrer Zeit jedoch in einer Moschee in der Nähe. Bloch wiederum wird eines Tages vom BKA-Beamten Peter Grohmer aufgesucht. Die Moschee wird wenige Tage vor der in Köln stattfindenden Anti-Terror-Konferenz durch die Polizei bewacht und Dalias Ankunft hat Fragen aufgeworfen. Bloch sieht keinerlei politische Hintergründe, sondern ausschließlich den privaten Konflikt, den er durch Therapie lösen will. Martin, der ihn im Vorfeld seiner Hochzeit aufsucht, sieht eine Therapie als aussichtslos an und rät Bloch, sie abzubrechen.
Bloch kümmert sich in der Folgezeit intensiv um Daniela, die Selbstmordgedanken hegt und nur schwer akzeptieren kann, dass Dalia sie ablehnt. Sie selbst steht ihr nach dem ersten Treffen zwiespältig gegenüber, erinnert Dalia sie in ihrer Verhüllung und ihrem ernsten, religiös geprägten Auftreten doch sehr an ihren Vater. Überraschend erscheint Dalias Vater Basim in Köln und passt Dalia an der Moschee ab, doch sie flüchtet. Eine Konfrontation von Basim und Daniela kann Bloch durch sein Erscheinen unterbrechen. Er wurde kurz zuvor erneut von Grohmer aufgesucht, der ihm 48 Stunden Zeit gab, um Dalias Ungefährlichkeit nachzuweisen und ihm drohte, andernfalls neben Dalia auch ihn zu verhaften. Dalia kehrt schließlich zu Bloch zurück. Eine Puppe aus Kindertagen, die er ihr auf ihr Bett gelegt hat, fördert bei Dalia endlich Emotionen hervor und sie weint. Tatsächlich ist sie nach Deutschland gekommen, um hier als Selbstmordattentäterin zu sterben. Der Sprengstoffgürtel wird vom unauffälligen Abdul Tamar gebaut, dessen Wohnung unter anderem von Basim, der anstelle seiner Tochter sterben will, und Dalias Vertrauter aus der Moschee Halimah Omer aufgesucht wird. Stets bemerkt eine neugierige Hausbewohnerin diese Besuche. Dalia wiederum ist durch ihren emotionalen Ausbruch plötzlich unsicher und flieht aus der Wohnung, als sie den Gürtel anprobieren soll. Die Hausbewohnerin berichtet einem Polizisten von ihren Entdeckungen. Abdul Tamar wird festgenommen. Man findet in der Wohnung Spuren von Sprengstoff und leere Nägelkisten, jedoch fehlt der Sprengstoffgürtel. Grohmer zeigt Bloch die Wohnung und er erkennt, dass er die Situation falsch eingeschätzt hat. Als die Ermittler Basim festnehmen wollen, finden sie ihn ohnmächtig in seinem Hotelzimmer vor: Daniela hat ihn mit einer Flasche niedergeschlagen und er hat einen Schädelbruch erlitten. Dalia war anwesend, als die Tat geschah, und floh anschließend. Daniela wird in die Psychiatrie eingewiesen.
Am Tag des Konferenzbeginns findet auch Martins Hochzeit statt. Die Gäste versammeln sich vor der Kirche, als Bloch plötzlich Halimah sieht. Er erkennt, dass er und das BKA die ganze Zeit auf der falschen Spur waren: Nicht die Konferenz war das Anschlagsziel, sondern die Hochzeit. Der Onkel der Braut ist Sprachwissenschaftler und hat bewiesen, dass einige Textstellen im Koran falsch ausgelegt werden. Daher gilt er bei radikalen Islamisten als Frevler und erhält seit längerer Zeit Personenschutz. Bloch alarmiert die Polizei und hindert die Gäste am Betreten der Kirche. In der Kirche findet er Dalia, die bereit ist, sich in die Luft zu sprengen. Er erreicht, dass sie ihren Plan aufgibt. Dalia wird festgenommen. Bloch muss seiner Freundin Clara versprechen, nie wieder den Helden zu spielen, wenn jemand mit Sprengstoff vor ihm steht.

## Produktion
Inschallah wurde vom 8. Juni 2010 bis zum 10. Juli 2010 in Köln gedreht und am 15. Juni 2011 im Rahmen der ARD-Reihe „FilmMittwoch im Ersten“ zum ersten Mal zur Hauptsendezeit gesendet. Dabei wurde der Film von 3,65 Millionen Zuschauern gesehen, was einem Marktanteil von 13,4 Prozent entspricht.

## Kritik
Für den film-dienst war Inschallah ein „(Fernseh-)Drama um den schwergewichtigen Psychiater, der familientherapeutische Probleme vor brisantem politischem Hintergrund zu lösen hat.“
Die TV Spielfilm vergab für den Film die bestmögliche Wertung (Daumen nach oben) und schrieb: „Wenig differenziert - aber göttlich gespielt!“